# Liste der Monuments historiques in Fleurey-sur-Ouche
Die Liste der Monuments historiques in Fleurey-sur-Ouche führt die Monuments historiques in der französischen Gemeinde Fleurey-sur-Ouche auf.

## Liste der Immobilien
| Bezeichnung             | Beschreibung | Standort                                   | Kennzeichnung | Schutzstatus | Datum | Bild           |
| ----------------------- | --- | ------------------------------------------ | ------------- | ------------ | ----- | -------------- |
| Kirche St-Jean-Baptiste | ab dem 12. Jahrhundert | Rue Saint-Jean (Lage)                      | PA00112460    | Inscrit      | 1983  | weitere Bilder |
| Manoir de Leuzeu        | nach 1930 abgegangenes Herrenhaus aus dem 17. Jahrhundert; bemalte Zimmerdecke im Haus 17 place Bossuet in Dijon deponiert | südlich des Ortes (Ferme de Leuzeu) (Lage) | PA00112461    | Inscrit      | 1928  |                |
| Viaduc de Fin           | Eisenbahnbrücke, 1849; auch zu Velars-sur-Ouche                                                                            | nordöstlich des Ortes (Lage)               | PA00112462    | Inscrit      | 1984  | weitere Bilder |

## Liste der Objekte
| Bezeichnung                           | Beschreibung | Standort                              | Kennzeichnung | Schutzstatus | Datum | Bild |
| ------------------------------------- | --- | ------------------------------------- | ------------- | ------------ | ----- | ---- |
| Zimmerdecke                           | Holz, mit Ölfarbe bemalt, zweites Viertel des 17. Jahrhunderts; im Haus 17 place Bousset in Dijon deponiert | im Manoir de Leuzeu (Lage)            | PM21001234    | Inscrit      | 1928  |      |
| Grabstein für Jean Morelet            | Kalkstein, Anfang des 16. Jahrhunderts | in der Kirche St-Jean-Baptiste (Lage) | PM21001233    | Classé       | 1938  |      |
| Kronleuchter                          | Holz, vergoldet, um 1700 | in der Kirche St-Jean-Baptiste (Lage) | Référence     | Inscrit      | 2002  |      |
| Skulptur Gnadenstuhl                  | Stein, 15. Jahrhundert (?) | in der Kirche St-Jean-Baptiste (Lage) | PM21004901    | Inscrit      | 2013  |      |
| Skulptur eines kopftragenden Heiligen | Stein, ehemals farbig gefasst, Ende des 15. Jahrhunderts | in der Kirche St-Jean-Baptiste (Lage) | PM21004902    | Inscrit      | 2013  |      |
| Skulptur Heilige Barbara              | Holz, farbig gefasst, 17. Jahrhundert | in der Kirche St-Jean-Baptiste (Lage) | PM21004903    | Inscrit      | 2013  |      |
| Relief Johannes der Täufer            | Holz, farbig gefasst, 17. Jahrhundert | in der Kirche St-Jean-Baptiste (Lage) | PM21004904    | Inscrit      | 2013  |      |
| Relief Christus                       | Holz, vergoldeter Holzrahmen, 18. Jahrhundert; im Stil von Jean Dubois | in der Kirche St-Jean-Baptiste (Lage) | PM21004905    | Inscrit      | 2013  |      |
| Relief Madonna                        | Holz, vergoldeter Holzrahmen, 18. Jahrhundert; im Stil von Jean Dubois | in der Kirche St-Jean-Baptiste (Lage) | PM21004906    | Inscrit      | 2013  |      |
| Skulptur Maria immaculata             | Aufsatz eines Prozessionsstabs; Holz, farbig gefasst und vergoldet, Ende des 18. Jahrhunderts | in der Kirche St-Jean-Baptiste (Lage) | PM21004907    | Inscrit      | 2013  |      |
| Skulptur Unterweisung Mariens         | Aufsatz eines Prozessionsstabs; Holz, farbig gefasst und vergoldet, 18. Jahrhundert | in der Kirche St-Jean-Baptiste (Lage) | PM21004908    | Inscrit      | 2013  |      |
| Skulptur Johannes der Täufer          | Aufsatz eines Prozessionsstabs; Holz, farbig gefasst und vergoldet, 18. Jahrhundert | in der Kirche St-Jean-Baptiste (Lage) | PM21004909    | Inscrit      | 2013  |      |
| Skulptur Monstranz                    | Aufsatz eines Prozessionsstabs; Holz, farbig gefasst und vergoldet, 18. Jahrhundert | in der Kirche St-Jean-Baptiste (Lage) | PM21004910    | Inscrit      | 2013  |      |
| Triptychon Beweinung Christi          | auf den Innenflügeln: Heiliger Marcellus als Papst und Martyrium des heiligen Marcellus; auf den Außenflügeln: Mariä Verkündigung; Ölfarbe auf Holz, Mitte des 17. Jahrhunderts; Beweinung Christi nach Simon Vouet | in der Kirche St-Jean-Baptiste (Lage) | PM21004911    | Inscrit      | 2013  |      |
| Retabel des ehemaligen Hauptaltars    | Holz, farbig gefasst und vergoldet, 17. Jahrhundert; Gemälde Johannes der Täufer und Christus: Ölfarbe auf Leinwand, bezeichnet 1695                                                                                | in der Kirche St-Jean-Baptiste (Lage) | PM21004912    | Inscrit      | 2013  |      |
| Retabel                               | Holz, farbig gefasst, 17. Jahrhundert; Gemälde Kreuzabnahme: Ölfarbe auf Leinwand, 17. Jahrhundert | in der Kirche St-Jean-Baptiste (Lage) | PM21004913    | Inscrit      | 2013  |      |
| Gemälde Anbetung der Hirten           | Ölfarbe auf Holz, 17. Jahrhundert | in der Kirche St-Jean-Baptiste (Lage) | PM21004914    | Inscrit      | 2013  |      |
| Gemälde Taufe Christi                 | Ölfarbe auf Holz (?), Holzrahmen, 18. Jahrhundert | in der Kirche St-Jean-Baptiste (Lage) | PM21004915    | Inscrit      | 2013  |      |
| Gemälde Heiliger Karl Borromäus (?)   | Ölfarbe auf Holz, vergoldeter Holzrahmen, 18. Jahrhundert | in der Kirche St-Jean-Baptiste (Lage) | PM21004916    | Inscrit      | 2013  |      |
| Gemälde Betende Madonna               | Ölfarbe auf Holz, vergoldeter Holzrahmen, 18. Jahrhundert | in der Kirche St-Jean-Baptiste (Lage) | PM21004917    | Inscrit      | 2013  |      |
| Gemälde Mariä Verkündigung            | Ölfarbe auf Leinwand, 17. Jahrhundert | in der Kirche St-Jean-Baptiste (Lage) | PM21004918    | Inscrit      | 2013  |      |
| Gemälde Darstellung Mariens im Tempel | Ölfarbe auf Leinwand, bezeichnet 1671 | in der Kirche St-Jean-Baptiste (Lage) | PM21004919    | Inscrit      | 2013  |      |
| Gemälde Mariä Heimsuchung             | Ölfarbe auf Leinwand, bezeichnet 1670 | in der Kirche St-Jean-Baptiste (Lage) | PM21004920    | Inscrit      | 2013  |      |
| Pluviale                              | Seide, bestickt, 18. Jahrhundert | in der Kirche St-Jean-Baptiste (Lage) | PM21004921    | Inscrit      | 2013  |      |
| Kollektenteller                       | Zinn, gemarkt 1724, Gießer Jean-Baptiste Jérôme Guiot | in der Kirche St-Jean-Baptiste (Lage) | PM21004922    | Classé       | 2018  |      |
| Expositionsnische                     | Holz, vergoldet, 17. Jahrhundert | in der Kirche St-Jean-Baptiste (Lage) | PM21005441    | Inscrit      | 2020  |      |